# 게티가
게티가(Getty family)는  조지 프랭클린 게티와 그의 아들 장 폴 게티를 가장으로 하여 시작되었다. 20세기에는 석유 산업과 대중 매체에 크게 관여했다. 게티 가문은 스코틀랜드계 아일랜드 혈통으로, 아일랜드 런던데리 카운티 컬래버에서 북미로 이주한 조상들이다(오늘날 북아일랜드에 거주). 영국 시민권을 취득한 폴 게티 경을 포함하여 여러 게티 가문 구성원들이 영국에 거주해 왔다.
조지 게티(1855–1930)는 1904년에 독립적인 석유업자가 된 변호사였다. 그는 미네소타주 미니애폴리스에서 장티푸스 전염병으로 유아기에 사망한 딸 한 명과 결혼했다. 그는 아들 장 폴에게 유정에 투자할 돈을 빌려주었고, 1916년에 조지와 장 폴은 게티 오일 컴퍼니를 설립했다.